# Kakerlakensalat
Kakerlakensalat  ist ein Kartenspiel von Jacques Zeimet, das 2007 bei Drei Magier Spiele erschienen ist.
Im Jahr 2008 war es auf der Empfehlungsliste des Spiel des Jahres und erhielt das Siegel Spiel gut, außerdem belegte es den 4. Platz bei dem Kartenspielpreis À-la-carte.

## Spielweise
Das Spiel enthält 128 Spielkarten, bedruckt mit den 4 Gemüsesorten Tomate, Salat, Paprika und Blumenkohl, davon 16 zusätzlich mit Kakerlaken gekennzeichnet.

### Ablauf
Zu Beginn werden, soweit möglich, alle Karten gleichmäßig an die Spieler verteilt. Reihum beginnen nun die Spieler, die oberste Karte ihres persönlichen Stapels zu ziehen, auf den Ablagestapel in der Mitte zu legen und die abgebildete Gemüsesorte schnellstmöglich zu nennen. Dabei darf allerdings nicht die Gemüsesorte genannt werden, die der Vordermann gerade genannt hat oder die oben auf dem Ablagestapel liegt. In diesem Fall muss eine der drei anderen Gemüsearten gerufen werden (nicht eine nicht im Spiel enthaltene Sorte). Beim Ausspielen einer mit Kakerlaken markierten Tabugemüsekarte muss Kakerlake gerufen werden. Danach wird auf einem zweiten Stapel parallel weitergespielt und das auf der Tabugemüsekarte abgebildete Gemüse darf nicht mehr genannt werden. Dies geht solange bis auf dem zweiten Stapel eine solche Karte aufgedeckt wird und wieder auf den ersten Stapel gewechselt wird.
Wer einen Fehler macht, stottert oder zu lange (oder hörbar) überlegt, muss als Strafe alle abgelegten Karten aufnehmen. Wer zuerst seinen Kartenstapel weggespielt hat, beendet und gewinnt das Spiel.

## Kakerlakensuppe
Im Jahr 2008 erschien das eigenständige Spiel Kakerlakensuppe, das mit Kakerlakensalat kombinierbar ist. Die Regeln sind nahezu gleich, außer dass es statt Tabugemüsekarten Schlürfkarten gibt. So muss bei dem abgebildeten Gemüse ein Schlürfgeräusch imitiert werden. Dieses darf allerdings nicht wiederholt werden, stattdessen muss ein genüssliches hmmm folgen.
Bei der Kombination der Spiele wird empfohlen, zwei Gemüsesorten aus jeder Version zu nehmen, allerdings beide Regeln beizubehalten.